# Dalanzadgad
Dalanzadgad je hlavním městem Jihogobijského ajmagu v Mongolsku. Leží ve výšce 1470 metrů nad mořem. Město má 14 000 obyvatel (2006).

## Doprava
Z místního letiště létají pravidelné linky do Ulánbátaru.